# Pterocles alchata

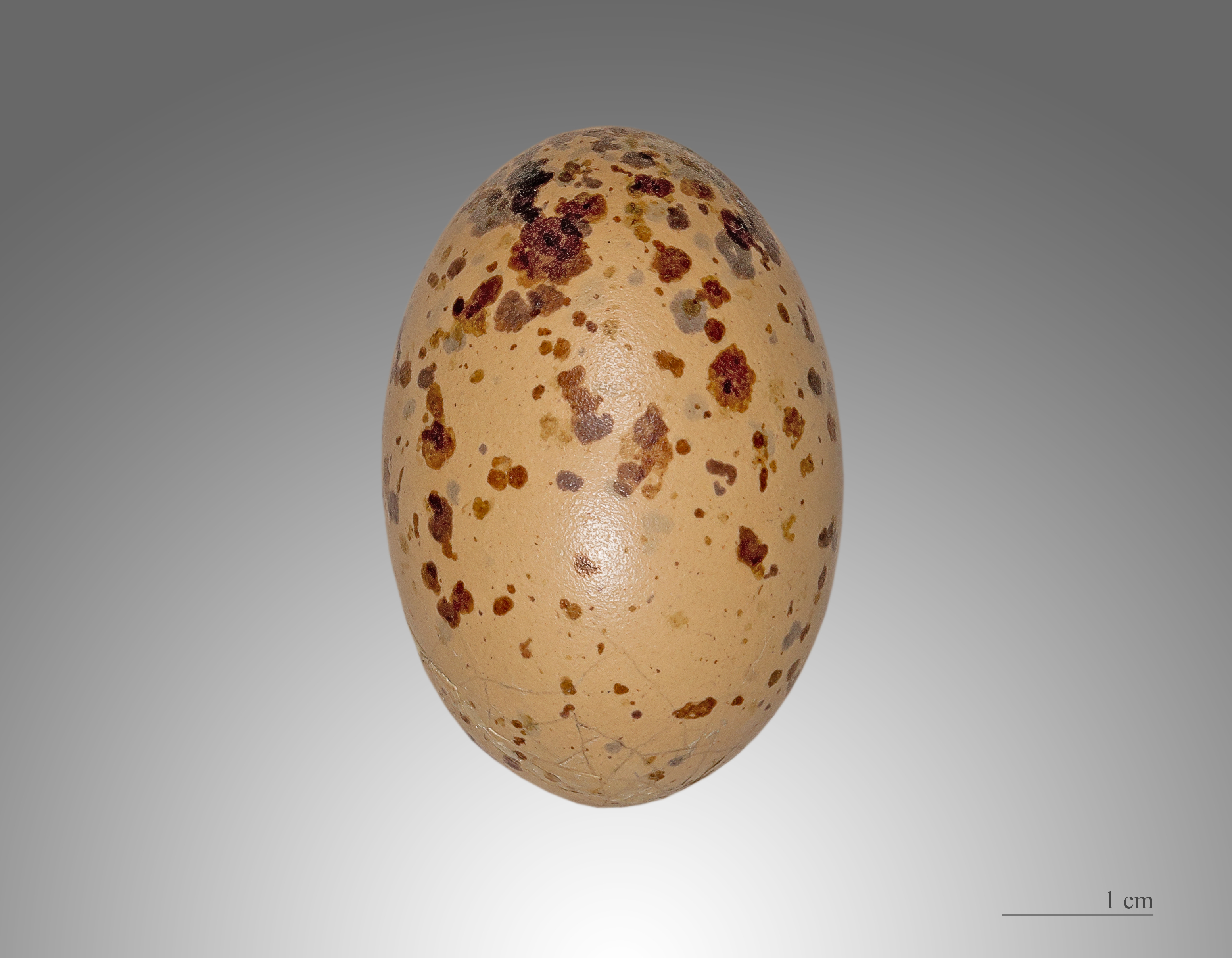
Pterocles alchata

Pterocles alchata là một loài chim trong họ Pteroclidae.